# Ноєндорф-бай-Ельмсгорн
Ноєндорф-бай-Ельмсгорн (нім. Neuendorf bei Elmshorn) — громада в Німеччині, розташована в землі Шлезвіг-Гольштейн. Входить до складу району Штайнбург. Складова частина об'єднання громад Горст-Герцгорн.
Площа — 15,78 км2. Населення становить 844 ос. (станом на 31 грудня 2020).